# Muriel Kennett Wales
Muriel Kennett Wales (* 9. Juni 1913 in Belfast, Nordirland; † 8. August 2009 in Vancouver) war eine in Nordirland geborene kanadische Mathematikerin.

## Leben und Wirken
Als sie ein Jahr alt war, ging ihre verwitwete Mutter mit ihr nach Kanada. Dort heiratete die Mutter ein zweites Mal und ihre Tochter nahm ebenfalls den Familiennamen Wales an. Sie studierte Mathematik an der University of British Columbia in Vancouver und erwarb 1934 den Bachelor- und 1937 den Master-Grad mit der Arbeit Determination of Bases for Certain Quartic Number Fields. Anschließend war sie Assistentin an der Universität. 1938 wechselte sie an die University of Toronto, wo sie bei Samuel Beatty arbeitete. 1941 wurde sie bei ihm mit der Schrift Theory of Algebraic Functions Based on the Use of Cycles promoviert. 1944 wurde der wesentliche Inhalt der Arbeit in den Transactions of the Royal Society of Canada veröffentlicht.
Nach ihrer Promotion war Wales in der staatlichen Forschung in Toronto tätig. Von 1944 bis 1949 war sie in einem Laboratorium des National Research Council Kanadas unter der Leitung von George Michael Volkoff in Montreal neben drei anderen Frauen im kanadischen Atomenergieprogramm tätig. Während dieser Zeit veröffentlichte sie mit M. Goldstein und A. S. Lodge einen Report zur Kernspaltung (Fast Fission In Tubes: A Numerical Supplement to MT-199), der in den Canadian and British Early Atomic Energy Reports (1940–1946) dokumentiert ist.
Seit 1949 lebte sie wieder in Vancouver, wo sie von 1950 bis 1968 als Schadensreferentin arbeitete, mutmaßlich in der Reederei ihres Stiefvaters.

## Schriften (Auswahl)
- S. Beatty, Muriel Wales: Theory of algebraic functions based on the use of cycles. In: Trans. Roy. Soc. Canada, Sect. III, III. Ser. Band 38, 1944, S. 11–30.